# Торговкин, Владимир Гаврильевич
Владимир Гаврильевич Торговкин (26 июня 1965, с. Амга, Амгинский улус, Якутская АССР, РСФСР, СССР) — российский борец вольного стиля, призёр Кубка мира и чемпионата Азии, участник Олимпийских игр в Атланте.

## Биография
Является воспитанником ДЮСШ (Майя). В 1981 году окончил майинскую среднюю школу. В 1982 году поступил на физкультурное отделения педагогического факультета Якутского государственного университета. С 1984 по 1986 год служил в рядах Советской Армии. В 1989 году окончил Якутский государственный университет по специальности: «Учитель физического воспитания». В том же 1989 году стал победителем всероссийских студенческих игр. С 1990 по 1992 годы проходил курсы в Высшей тренерской школе при ГЦОЛИФК Москвы. С 1991 по 1999 годы работал инструктором-методистом по вольной борьбе Нерюнгринской ДЮСШ. В 1992 году завоевал бронзовую медаль чемпионата России в Санкт-Петербурге. В 1993 году в Москве на чемпионате России в финале уступил Сергею Замбалову. В марте 1994 года в канадском Эдмонтоне стал бронзовым призёром Кубка мира как в командном, так и в личном зачёте. С 1995 года выступает за Кыргызстан. В августе 1995 года на чемпионате мира в американской Атланте занял 5 место. В июле 1996 года в Атланте на Олимпийских играх провёл две схватки, обе проиграл, сначала южнокорейцу Юнг Сун-Вону, затем нигерийцу Исааку Якобу, в итоге занял 17 место. После Олимпиады завершил спортивную карьеру. В 2005 году окончил Институт при Президенте Якутии по специальности «Муниципальное управление». В 2007 году ему была  присвоена учёная степень кандидата педагогических наук. С 1999 года по 2008 год работал в муниципальном районе «Вилюйский улус». С 2008 по 2011 года работал заместитель директора по научной работе ШВСМ Якутии. С 2011 по 2015 год заведующий кафедрой спортивной борьбы института физической культуры и спорта Северо-Восточного федерального университета. В 201516 годах доцент кафедры теории и методики спортивных единоборств. С 2016 года работает доцентом кафедры «Мас-рестлинг и национальные виды спорта» ИФКиС СВФУ.

## Спортивные результаты
- Чемпионат России по вольной борьбе 1992 — ;
- Чемпионат России по вольной борьбе 1993 — ;
- Кубок мира по борьбе 1994 — ;
- Кубок мира по борьбе 1994 (команда) — ;
- Чемпионат мира по борьбе 1995 — 5;
- Центральноазиатские игры 1995 — ;
- Чемпионат Азии по борьбе 1996 — ;
- Олимпийские игры 1996 — 17;